# Руис, Гильермо
Гильермо Руис (исп. Guillermo Ruiz, род. 4 апреля 1943, Лима) — перуанский шахматист, национальный мастер.
Чемпион Перу 1973 г.
В 1978 г. переехал в США. Живет в Атланте. В 1979, 1987, 1995 и 1996 гг. становился чемпионом штата Джорджия. Согласно принятой в США классификации, имеет спортивное звание Life Master. В 2002 г. был удостоен награды Шахматной ассоциации штата Джорджия за вклад в развитие шахмат в штате.
Родители — Мелькиадес и Аурора Руис. Женат (1974), имеет двоих детей.